# Jbaah - Ain Bouswar
Jbaah - Ain Bouswar è un  comune (municipalité) del Libano situato nel distretto di Nabatiye, governatorato di Nabatiye.